# Our Truth
Our Truth — первый сингл из альбома Karmacode итальянской готик-метал-группы Lacuna Coil. Сингл входит в саундтрек к фильму «Другой мир: Эволюция».

## Хит-парады
| Год  | Хит-парад       | Место |
| ---- | --------------- | ----- |
| 2006 | Mainstream Rock | 36    |
| 2006 | UK Singles      | 40    |